# 希律王朝
希律王朝（希伯來語：בית הורדוס；天主教經典將「希律」譯為「黑落德」）是一个以以东人血统為主的以色列王朝，它曾經統治過犹太希律王国，后来又統治過羅馬帝國的附庸國希律四国。
希律王朝始于大希律王的父親安提帕特，他是一名哈斯蒙尼王朝的高官，希律在他死後在公元前37年獲得羅馬共和國的支持，封為猶太人的王並取代哈斯蒙尼王朝。他的王国一直持续到公元前4年，随后王国被分割给希律的三個儿子和他的妹妹並分裂成4個國家，即希律四国。公元6年，統治含耶路撒冷核心地區的希律·阿基勞斯被羅馬皇帝奧古斯都罷免，他的領地并入羅馬帝國犹太行省，不過希律王朝的分封王如莎樂美一世、希律·安提帕斯和希律·腓力二世依然統治著行省周邊的小塊地方並一直持續至公元41年希律亚基帕一世繼大希律再次獲得全猶太地區管治權為止（行省被羅馬人取消，亞基帕一世王國的地位相同於大希律王的王國）。猶太行省在44年亞基帕一世死後重新建立。
此後即位的最后一位希律王朝君主希律亚基帕二世只是名義上的君主，實際上沒有多少權力。公元92年，希律亚基帕二世去世後，羅馬帝國徹底廢除了希律王朝，將名義上希律王朝的領土併入犹太省。